# Коряков, Александр Павлович
Александр Павлович Коряков (1923—1944) — младший лейтенант Рабоче-крестьянской Красной Армии, участник Великой Отечественной войны, Герой Советского Союза (1945).

## Биография
Александр Коряков родился 22 октября 1923 года в деревне Дудкино (ныне — Судиславский район Костромской области). После окончания семилетней школы и школы фабрично-заводского ученичества работал на речном флоте, затем стал пожарным. В марте 1942 года Коряков был призван на службу в Рабоче-крестьянскую Красную Армию. С того же года — на фронтах Великой Отечественной войны. В боях два раза был ранен. Окончил курсы младших лейтенантов. К июлю 1944 года младший лейтенант Александр Коряков командовал взводом противотанковых ружей 15-го стрелкового полка 147-й стрелковой дивизии 1-й гвардейской армии 4-го Украинского фронта.
26 июля 1944 года во время боя за село Боднаров Калушского района Ивано-Франковской области Украинской ССР, когда советские части были атакованы немецкой пехотой при поддержке танков и самоходных артиллерийских установок, Коряков лично подбил один из танков. Когда немецкая самоходка приблизилась вплотную к нему, Коряков гранатой уничтожил её экипаж и сам направил её в сторону противника. В том бою Коряков был убит. Похоронен в Бондарове.
Указом Президиума Верховного Совета СССР от 24 марта 1945 года за «образцовое выполнение боевых заданий командования на фронте борьбы с немецкими захватчиками и проявленные при этом мужество и героизм» младший лейтенант Александр Коряков Александру посмертно был удостоен высокого звания Героя Советского Союза. Также посмертно был награждён орденом Ленина. Почётный гражданин Калуша.
В честь Корякова названа улица в Калуше, установлен бюст в Чкаловске, названо судно речного флота.